# Сабина (фильм)
«Сабина» (оригинальное название фильма — «Возьми мою душу»; итал. Prendimi l'anima) — фильм итальянского режиссёра Роберто Фаэнцы, снятый в 2002 году.

## Сюжет
Француженка Мари Франкин едет в Москву, чтобы найти в архивах документы, которые позволят ей побольше узнать о Сабине Шпильрейн.
Начало XX века. В клинику профессора Блейера из России привозят новую пациентку, страдающую истерией в тяжёлой форме. Лечение поручают молодому доктору Карлу Юнгу, который пробует использовать для лечения метод Фрейда. Однако врач сразу начинает сталкиваться с разнообразными трудностями, одна из которых - симпатия девушки к нему.
Состояние Сабины становится лучше, и её выписывают из клиники. Однако связь с молодым врачом становится всё сильнее, и бывшая пациентка становится любовницей доктора. Но это угрожает репутации и семейному благополучию Юнга, и он делает всё, чтобы отдалиться от своей возлюбленной. Девушка получает медицинское образование, выходит замуж и уезжает в революционную Россию, где открывает детский сад нового типа.
После прихода к власти Сталина приют Сабины закрывают, а книгу запрещают. Шпильрейн вынуждена уехать в Ростов-на-Дону. Во время войны город захватывают нацисты, евреев собирают в синагоге и расстреливают.

## В ролях
- Иэн Глен — доктор Карл Густав Юнг
- Эмилия Фокс — Сабина Шпильрейн
- Крэйг Фергюсон — Ричард Фрейзер
- Каролин Дюсе — Мари Франкин
- Джейн Ана Александр — Эмма Юнг
- Виктор Сергачев — Иван Ионов
- Джоанна Дэвид — мать Сабины
- Микеле Мелега — Павел
- Джованни Ломбардо Радиче — Зорин
- Елизавета Арзамасова — девочка-сиротка
- Валерий Наконечный  — сын Сталина

## Музыкальная тема
Основной музыкальной темой фильма является песня «Тум-балалайка» в различных аранжировках.